# Regierung Rudd II
Die Regierung Rudd II regierte Australien vom 27. Juni 2013 bis zum 18. September 2013. Es handelte sich um eine Regierung der Labor Party.
Seit dem 3. Dezember 2007 regierte eine Laborregierung unter Premierminister Kevin Rudd. Nach einem Rückgang der Popularität Rudds in den Meinungsumfragen, forderte ihn seine Stellvertreterin Julia Gillard heraus und wurde am 24. Juni 2010 von der Laborfraktion zur neuen Premierministerin gewählt. Bei den vorgezogenen Parlamentswahlen am 21. August 2010 verlor Labor 11 Sitze und kam nur noch auf 72 der 150 Sitze im Repräsentantenhaus. Nur mit Unterstützung von einem Abgeordneten der Grünen und drei Unabhängigen konnte Labor eine knappe Mehrheit behaupten. Julia Gillard blieb Premierministerin einer Laborregierung. Als 2013 die Popularität von Gillard sank, forderte Rudd sie heraus und wurde am 26. Juni 2013 von der Partei zum neuen Premierminister gewählt. Die Parlamentswahlen am 7. September 2013 verlor die Labor Party klar. Sie erhielt nur noch 55 der 150 Parlamentssitze, die Liberal Party (LIB) stellte 74 Abgeordnete, die National Party (NPA) 15. Die folgende Regierung wurde von einer Koalition aus Liberalen und National Party gebildet mit dem Vorsitzenden der Liberalen, Tony Abbott, als Premierminister.

## Ministerliste
| Kabinett                                                                                        | Kabinett            | Kabinett                           | Kabinett |
| Amt                                                                                             | Minister            | Amtszeit                           | Bild     |
| ----------------------------------------------------------------------------------------------- | ------------------- | ---------------------------------- | -------- |
| Premierminister                                                                                 | Kevin Rudd          | 27. Juni 2013 – 18. September 2013 |          |
| stellvertretender Premierminister                                                               | Anthony Albanese    | 27. Juni 2013 – 18. September 2013 |          |
| Minister für Infrastruktur und Verkehr                                                          | Anthony Albanese    | 27. Juni 2013 – 18. September 2013 |          |
| Minister für regionale Entwicklung und kommunale Regierung                                      | Anthony Albanese    | 27. Juni 2013 – 1. Juli 2013       |          |
| Ministerin für australische Regionen, regionale Entwicklung und Territorien                     | Catherine King      | 1. Juli 2013 – 18. September 2013  |          |
| Kulturminister                                                                                  | Tony Burke          | 27. Juni 2013 – 18. September 2013 |          |
| Schatzminister                                                                                  | Chris Bowen         | 27. Juni 2013 – 18. September 2013 |          |
| Minister für Breitband, Kommunikation und Digitalwirtschaft                                     | Stephen Conroy      | 27. Juni 2013 – 1. Juli 2013       |          |
| Minister für Breitband, Kommunikation und Digitalwirtschaft                                     | Anthony Albanese    | 1. Juli 2013 – 18. September 2013  |          |
| Ministerin für Finanzen und Deregulierung                                                       | Penny Wong          | 27. Juni 2013 – 18. September 2013 |          |
| Verteidigungsminister                                                                           | Stephen Smith       | 27. Juni 2013 – 18. September 2013 |          |
| Ministerin für Familien, Community Services und Ureinwohner                                     | Jenny Macklin       | 27. Juni 2013 – 18. September 2013 |          |
| Ministerin für die Behindertenrechtsreform                                                      | Jenny Macklin       | 27. Juni 2013 – 18. September 2013 |          |
| Minister/in für Wohnraum und Obdachlosigkeit                                                    | Mark Butler         | 27. Juni 2013 – 1. Juli 2013       |          |
| Minister/in für Wohnraum und Obdachlosigkeit                                                    | Julie Collins       | 1. Juli 2013 – 18. September 2013  |          |
| Ministerin für Community Services                                                               | Julie Collins       | 1. Juli 2013 – 18. September 2013  |          |
| Außenminister                                                                                   | Kim Carr            | 27. Juni 2013 – 18. September 2013 |          |
| Minister für Handel und Wettbewerbsfähigkeit                                                    | Craig Emerson       | 27. Juni 2013 – 1. Juli 2013       |          |
| Minister für Handel                                                                             | Richard Marles      | 1. Juli 2013 – 18. September 2013  |          |
| Minister für Nachhaltigkeit, Umweltschutz, Wasser, Bevölkerung und Gemeinschaften               | Tony Burke          | 27. Juni 2013 – 1. Juli 2013       |          |
| Minister für Umweltschutz, Kulturerbe und Wasser                                                | Mark Butler         | 1. Juli 2013 – 18. September 2013  |          |
| Vizepräsident des Executive Council                                                             | Tony Burke          | 27. Juni 2013 – 18. September 2013 |          |
| Minister für Schulbildung, frühe Kindheit und Jugend                                            | Peter Garrett       | 27. Juni 2013 – 1. Juli 2013       |          |
| Bildungsminister                                                                                | Bill Shorten        | 1. Juli 2013 – 18. September 2013  |          |
| Minister für Arbeit und Beziehungen am Arbeitsplatz                                             | Bill Shorten        | 27. Juni 2013 – 1. Juli 2013       |          |
| Minister für Beziehungen am Arbeitsplatz                                                        | Bill Shorten        | 1. Juli 2013 – 18. September 2013  |          |
| Arbeitsminister                                                                                 | Brendan O’Connor    | 1. Juli 2013 – 18. September 2013  |          |
| Ministerin für die Beschäftigung von Ureinwohnern und wirtschaftliche Entwicklung               | Julie Collins       | 27. Juni 2013 – 18. September 2013 |          |
| Minister für Landwirtschaft, Fischerei und Forsten                                              | Joe Ludwig          | 27. Juni 2013 – 1. Juli 2013       |          |
| Minister für Landwirtschaft, Fischerei und Forsten                                              | Joel Fitzgibbon     | 1. Juli 2013 – 18. September 2013  |          |
| Minister für Hochschulausbildung, Qualifikationen, Wissenschaft und Forschung                   | Craig Emerson       | 27. Juni 2013 – 1. Juli 2013       |          |
| Minister für Hochschulausbildung                                                                | Kim Carr            | 1. Juli 2013 – 18. September 2013  |          |
| Minister für Qualifikationen und Ausbildung                                                     | Brendan O’Connor    | 1. Juli 2013 – 18. September 2013  |          |
| Minister für Innovation, Industrie, Wissenschaft und Forschung                                  | Kim Carr            | 1. Juli 2013 – 18. September 2013  |          |
| Minister für Klimawandel und Energieeffizienz                                                   | Greg Combet         | 27. Juni 2013 – 1. Juli 2013       |          |
| Minister für Klimawandel                                                                        | Mark Butler         | 1. Juli 2013 – 18. September 2013  |          |
| Minister für Kleinindustrie                                                                     | Gary Gray           | 27. Juni 2013 – 18. September 2013 |          |
| Gesundheitsministerin                                                                           | Tanya Plibersek     | 27. Juni 2013 – 1. Juli 2013       |          |
| Ministerin für Gesundheit und medizinische Forschung                                            | Tanya Plibersek     | 1. Juli 2013 – 18. September 2013  |          |
| Minister/in für seelische Gesundheit und Senioren                                               | Mark Butler         | 27. Juni 2013 – 1. Juli 2013       |          |
| Minister/in für seelische Gesundheit und Senioren                                               | Jacinta Collins     | 1. Juli 2013 – 18. September 2013  |          |
| Minister für Einwanderung und Staatsangehörigkeit                                               | Brendan O’Connor    | 27. Juni 2013 – 1. Juli 2013       |          |
| Minister für Einwanderung, multikulturelle Angelegenheiten und Staatsangehörigkeit              | Tony Burke          | 1. Juli 2013 – 18. September 2013  |          |
| Generalstaatsanwalt                                                                             | Mark Dreyfus        | 27. Juni 2013 – 18. September 2013 |          |
| Minister für Katastrophenschutz                                                                 | Mark Dreyfus        | 27. Juni 2013 – 18. September 2013 |          |
| Innenminister                                                                                   | Jason Clare         | 27. Juni 2013 – 18. September 2013 |          |
| Justizminister                                                                                  | Jason Clare         | 27. Juni 2013 – 18. September 2013 |          |
| Minister für Rohstoffe und Energie                                                              | Gary Gray           | 27. Juni 2013 – 18. September 2013 |          |
| Minister für Tourismus                                                                          | Gary Gray           | 27. Juni 2013 – 18. September 2013 |          |
| Ministerin für Human Services                                                                   | Jan McLucas         | 27. Juni 2013 – 18. September 2013 |          |
|                                                                                                 |                     |                                    |          |
| Juniorminister                                                                                  |                     |                                    |          |
| Minister für soziale Integration                                                                | Mark Butler         | 27. Juni 2013 – 1. Juli 2013       |          |
| Minister für den öffentlichen Dienst und Integrität                                             | Mark Dreyfus        | 27. Juni 2013 – 18. September 2013 |          |
| Ministerin für Straßensicherheit                                                                | Catherine King      | 27. Juni 2013 – 1. Juli 2013       |          |
| Ministerin für Straßensicherheit                                                                | Sharon Bird         | 1. Juli 2013 – 18. September 2013  |          |
| Ministerin für regionale Dienstleistungen, lokale Gemeinschaften und Territorien                | Catherine King      | 27. Juni 2013 – 1. Juli 2013       |          |
| Ministerin für regionale Entwicklung                                                            | Sharon Bird         | 1. Juli 2013 – 18. September 2013  |          |
| Sportministerin                                                                                 | Kate Lundy          | 27. Juni 2013 – 1. Juli 2013       |          |
| Minister für Finanzdienstleistungen und Pensionen                                               | Bill Shorten        | 27. Juni 2013 – 1. Juli 2013       |          |
| Minister für Wettbewerbspolitik und Verbraucher                                                 | David Bradbury      | 1. Juli 2013 – 18. September 2013  |          |
| Ministerin für regionale Kommunikation                                                          | Sharon Bird         | 1. Juli 2013 – 18. September 2013  |          |
| Special Minister of State                                                                       | Mark Dreyfus        | 27. Juni 2013 – 18. September 2013 |          |
| Minister für Veteranen                                                                          | Warren Snowdon      | 27. Juni 2013 – 18. September 2013 |          |
| Minister für Rüstungsforschung und -personal                                                    | Warren Snowdon      | 27. Juni 2013 – 18. September 2013 |          |
| Minister für Rüstungsgüter                                                                      | Mike Kelly          | 27. Juni 2013 – 18. September 2013 |          |
| Ministerin für die Stellung der Frau                                                            | Kate Ellis          | 27. Juni 2013 – 18. September 2013 |          |
| Ministerin für internationale Entwicklung                                                       | Melissa Parke       | 27. Juni 2013 – 18. September 2013 |          |
| Minister für frühe Kindheit und Kinderbetreuung                                                 | Kate Ellis          | 27. Juni 2013 – 1. Juli 2013       |          |
| Minister für frühe Kindheit und Kinderbetreuung und Jugend                                      | Kate Ellis          | 1. Juli 2013 – 18. September 2013  |          |
| Ministerin für Erwerbsbeteiligung                                                               | Kate Ellis          | 27. Juni 2013 – 18. September 2013 |          |
| Minister für Wissenschaft und Forschung                                                         | Don Farrell         | 27. Juni 2013 – 1. Juli 2013       |          |
| Ministerin für Hochschulausbildung und Qualifikationen                                          | Sharon Bird         | 27. Juni 2013 – 1. Juli 2013       |          |
| Minister für Gesundheit der Ureinwohner                                                         | Warren Snowdon      | 27. Juni 2013 – 18. September 2013 |          |
| Ministerin für multikulturelle Angelegenheiten                                                  | Kate Lundy          | 27. Juni 2013 – 18. September 2013 |          |
|                                                                                                 |                     |                                    |          |
| Assistant Minister und parlamentarische Staatssekretäre                                         |                     |                                    |          |
| Assistant Minister für die ANZAC-Hundertjahrfeier beim Premierminister                          | Warren Snowdon      | 27. Juni 2013 – 18. September 2013 |          |
| Assistant Minister für digitale Produktivität beim Premierminister                              | Stephen Conroy      | 27. Juni 2013 – 1. Juli 2013       |          |
| Assistant Minister für Asienpolitik beim Premierminister                                        | Craig Emerson       | 27. Juni 2013 – 1. Juli 2013       |          |
| Assistant Minister für die Psychiatriereform beim Premierminister                               | Mark Butler         | 27. Juni 2013 – 1. Juli 2013       |          |
| Kabinettssekretär                                                                               | Jason Clare         | 27. Juni 2013 – 1. Juli 2013       |          |
| Kabinettssekretär                                                                               | Alan Griffin        | 1. Juli 2013 – 18. September 2013  |          |
| Assistant Minister im Schatzministerium                                                         | David Bradbury      | 27. Juni 2013 – 18. September 2013 |          |
| Assistant Minister für Finanzdienstleistungen und Pensionen                                     | David Bradbury      | 1. Juli 2013 – 18. September 2013  |          |
| Assistant Minister für Deregulierung                                                            | David Bradbury      | 27. Juni 2013 – 18. September 2013 |          |
| Assistant Minister für Digitalwirtschaft                                                        | Kate Lundy          | 1. Juli 2013 – 18. September 2013  |          |
| Assistant Minister für Industrie und Innovation                                                 | Kate Lundy          | 27. Juni 2013 – 1. Juli 2013       |          |
| Assistant Minister für Innovation und Industrie                                                 | Kate Lundy          | 1. Juli 2013 – 18. September 2013  |          |
| Assistant Minister für die Wiederherstellung der Straßen in Queensland beim Generalstaatsanwalt | Joe Ludwig          | 27. Juni 2013 – 1. Juli 2013       |          |
| Assistant Minister für Tourismus                                                                | Don Farrell         | 27. Juni 2013 – 18. September 2013 |          |
| Parlamentarischer Staatssekretär beim Premierminister                                           | Andrew Leigh        | 27. Juni 2013 – 1. Juli 2013       |          |
| Parlamentarischer Staatssekretär beim Premierminister                                           | Alan Griffin        | 1. Juli 2013 – 18. September 2013  |          |
| Parlamentarischer Staatssekretär beim Premierminister                                           | Ed Husic            | 1. Juli 2013 – 18. September 2013  |          |
| Parlamentarischer Staatssekretär für Infrastruktur und Verkehr                                  | Matt Thistlethwaite | 1. Juli 2013 – 18. September 2013  |          |
| Parlamentarischer Staatssekretär für Kultur                                                     | Michael Danby       | 27. Juni 2013 – 18. September 2013 |          |
| Parlamentarischer Staatssekretär im Schatzministerium                                           | Bernie Ripoll       | 27. Juni 2013 – 18. September 2013 |          |
| Parlamentarischer Staatssekretär für Breitband                                                  | Ed Husic            | 1. Juli 2013 – 18. September 2013  |          |
| Parlamentarischer Staatssekretär für Verteidigung                                               | David Feeney        | 27. Juni 2013 – 18. September 2013 |          |
| Parlamentarische Staatssekretärin für Community Services                                        | Julie Collins       | 27. Juni 2013 – 1. Juli 2013       |          |
| Parlamentarische Staatssekretärin für Obdachlosigkeit und sozialen Wohnungsbau                  | Melissa Parke       | 27. Juni 2013 – 1. Juli 2013       |          |
| Parlamentarischer Staatssekretär für Wohnungsbau und Obdachlosigkeit                            | Doug Cameron        | 27. Juni 2013 – 18. September 2013 |          |
| Parlamentarische Staatssekretärin für Behinderte und Pflegekräfte                               | Amanda Rishworth    | 27. Juni 2013 – 18. September 2013 |          |
| Parlamentarischer Staatssekretär für Handel                                                     | Kelvin Thomson      | 27. Juni 2013 – 18. September 2013 |          |
| Parlamentarischer Staatssekretär für die Pazifikinseln                                          | Matt Thistlethwaite | 27. Juni 2013 – 18. September 2013 |          |
| Parlamentarische Staatssekretärin für Nachhaltigkeit und städtische Wasserversorgung            | Amanda Rishworth    | 27. Juni 2013 – 18. September 2013 |          |
| Parlamentarische Staatssekretärin für Schulbildung und Beziehungen am Arbeitsplatz              | Jacinta Collins     | 27. Juni 2013 – 1. Juli 2013       |          |
| Parlamentarischer Staatssekretär für Schulen                                                    | Kelvin Thomson      | 1. Juli 2013 – 18. September 2013  |          |
| Parlamentarischer Staatssekretär für Landwirtschaft, Fischerei und Forsten                      | Sid Sidebottom      | 27. Juni 2013 – 18. September 2013 |          |
| Parlamentarische Staatssekretärin für Klimawandel, Industrie und Innovation                     | Yvette D'Ath        | 27. Juni 2013 – 18. September 2013 |          |
| Parlamentarischer Staatssekretär für Kleinindustrie                                             | Bernie Ripoll       | 27. Juni 2013 – 18. September 2013 |          |
| Parlamentarische Staatssekretärin für seelische Gesundheit                                      | Melissa Parke       | 27. Juni 2013 – 1. Juli 2013       |          |
| Parlamentarischer Staatssekretär für Gesundheit und Senioren                                    | Shayne Neumann      | 27. Juni 2013 – 18. September 2013 |          |
| Parlamentarischer Staatssekretär für multikulturelle Angelegenheiten                            | Matt Thistlethwaite | 27. Juni 2013 – 18. September 2013 |          |
| Parlamentarischer Staatssekretär beim Generalstaatsanwalt                                       | Shayne Neumann      | 27. Juni 2013 – 18. September 2013 |          |